# Weltklasse Zürich 2010
Weltklasse Zürich 2010 – mityng lekkoatletyczny zaliczany do cyklu diamentowej ligi, który odbył się w 19 sierpnia na Letzigrund Stadion w Zurychu. Dzień wcześniej, 18 sierpnia, w hali dworca Zürich Hauptbahnhof rozegrano konkursy pchnięcia kulą kobiet i mężczyzn. Zawody były pierwszą odsłoną finału diamentowej ligi w sezonie 2010.

## Rezultaty

### Mężczyźni
| Konkurencja:                  | 1. miejsce                                                                         | Wynik      | 2. miejsce                                                               | Wynik       | 3. miejsce                                                                                         | Wynik    |
| Bieg na 100 m                 | Trell Kimmons                                                                      | 9.95 PB    | Michael Rodgers                                                          | 10.12       | Sam Effah                                                                                          | 10.19    |
| Bieg na 200 m                 | Wallace Spearmon                                                                   | 19.79 SB   | Yohan Blake                                                              | 19.86       | Ryan Bailey                                                                                        | 20.10 PB |
| Bieg na 400 m                 | Jeremy Wariner                                                                     | 44.13 SB   | Jermaine Gonzales                                                        | 44.51       | Angelo Taylor                                                                                      | 44.72 SB |
| Bieg na 5000 m                | Tariku Bekele                                                                      | 12:55.03   | Imane Merga                                                              | 12:56.34    | Chris Solinsky                                                                                     | 12:56.45 |
| Bieg na 110 m przez płotki    | David Oliver                                                                       | 12.93      | Dwight Thomas                                                            | 13.25 SB    | Ryan Wilson                                                                                        | 13.26    |
| Bieg na 3000 m z przeszkodami | Ezekiel Kemboi                                                                     | 8:01.74 SB | Paul Kipsiele Koech                                                      | 8:05.48     | Bouabdellah Tahri                                                                                  | 8:07.20  |
| Sztafeta 4 x 100 m            | Stany Zjednoczone · Trell Kimmons · Wallace Spearmon · Tyson Gay · Michael Rodgers | 37.45      | Jamajka · Mario Forsythe · Michael Frater · Steve Mullings · Yohan Blake | 37.76       | Wielka Brytania · Christian Malcolm · Jeffrey Lawal-Balogun · Marlon Devonish · Mark Lewis-Francis | 38.41    |
| Skok wzwyż                    | Iwan Uchow                                                                         | 2.29       | Jesse Williams                                                           | 2.26        | Aleksandr Szustow                                                                                  | 2.26     |
| Skok w dal                    | Dwight Phillips                                                                    | 8.20       | Christian Reif                                                           | 8.11        | Christopher Tomlinson                                                                              | 7.97     |
| Pchnięcie kulą                | Christian Cantwell                                                                 | 21.87      | Adam Nelson                                                              | 21.29 SB NL | Tomasz Majewski                                                                                    | 21.28 SB |
| Rzut dyskiem                  | Robert Harting                                                                     | 68.64      | Piotr Małachowski                                                        | 68.48       | Mario Pestano                                                                                      | 66.49    |

### Kobiety
| Konkurencja:               | 1. miejsce              | Wynik    | 2. miejsce           | Wynik   | 3. miejsce             | Wynik      |
| Bieg na 100 m              | Veronica Campbell-Brown | 10.89    | Carmelita Jeter      | 10.89   | Marshevet Myers        | 10.97 SB   |
| Bieg na 400 m              | Allyson Felix           | 50.37    | Debbie Dunn          | 50.57   | Amantle Montsho        | 50.63      |
| Bieg na 1500 m             | Nancy Langat            | 4:01.01  | Gelete Burka         | 4:02.26 | Stephanie Twell        | 4:02.54 PB |
| Bieg na 100 m przez płotki | Priscilla Lopes-Schliep | 12.53    | Carolin Nytra        | 12.69   | LoLo Jones             | 12.81      |
| Bieg na 400 m przez płotki | Kaliese Spencer         | 53.33 PB | Zuzana Hejnová       | 54.54   | Ajoke Odumosu          | 55.11      |
| Skok o tyczce              | Fabiana Murer           | 4.81     | Swietłana Fieofanowa | 4.71    | Silke Spiegelburg      | 4.61       |
| Skok w dal                 | Brittney Reese          | 6.89     | Ludmiła Kołczanowa   | 6.73    | Irène Pusterla         | 6.70       |
| Pchnięcie kulą             | Nadzieja Astapczuk      | 20.63    | Valerie Vili         | 20.02   | Jill Camarena-Williams | 19.50 PB   |
| Rzut oszczepem             | Christina Obergföll     | 67.31    | Barbora Špotáková    | 65.34   | Linda Stahl            | 63.30      |